# Arsenopirita
L'arsenopirita o mispíquel és un mineral de ferro i arsènic, que es pot incloure dins del grup dels sulfurs. La seva fórmula química és FeAsS, però la relació entre l'arsènic i el sofre pot variar lleugerament. Nomenada així en 1847 per Ernst Friedrich Glocker per la seva composició, una contracció del terme antiquat "pirita arsenical". És l'espècie principal del grup de l'arsenopirita, al qual dona nom.

## Característiques
Cristal·litza en el sistema monoclínic, amb cristalls sovint de forma prismàtica; a vegades s'observen macles en creu i en estrella. Té un aspecte molt semblant a la pirita, amb un color blanquinós platejat i una lluentor metàl·lica. És molt utilitzada per a l'obtenció d'arsènic. A l'escalfar-se, esdevé magnètica i emet vapors tòxics. Amb un contingut d'arsènic del 46% és juntament amb l'orpiment una de les menes principals d'arsènic.
Segons la classificació de Nickel-Strunz, l'arsenopirita pertany a «02.EA: Sulfurs metàl·lics, M:S = 1:2, amb Fe, Co, Ni, PGE, etc.» juntament amb els següents minerals: aurostibita, bambollaita, cattierita, erlichmanita, fukuchilita, geversita, hauerita, insizwaita, krutaita, laurita, penroseita, pirita, sperrylita, trogtalita, vaesita, villamaninita, dzharkenita, gaotaiita, alloclasita, costibita, ferroselita, frohbergita, glaucodot, kullerudita, marcassita, mattagamita, paracostibita, pararammelsbergita, oenita, anduoita, clinosafflorita, löllingita, nisbita, omeiita, paxita, rammelsbergita, safflorita, seinäjokita, gudmundita, osarsita, ruarsita, cobaltita, gersdorffita, hol·lingworthita, irarsita, jolliffeita, krutovita, maslovita, michenerita, padmaita, platarsita, testibiopal·ladita, tolovkita, ullmannita, willyamita, changchengita, mayingita, hollingsworthita, kalungaita, milotaita, urvantsevita i rheniita.
L'arsenopirita pot contenir fins a aproximadament 9% en pes de Co; amb major contingut de Co, es tornarà glaucodotita. Existeixen dos possibles anàlegs de níquel encara sense nom: unnamed (Ni Arsenide Sulphide) i Unnamed (Ni,Fe,Co)AsS. L'arsenopirita està estretament relacionada amb l'alloclasita, però no és un anàleg exacte a causa del seu ordre diferent de As-S i S-As.

## Formació
Es troba en filons hidrotermals, en filons de quars i d'estany. Quan els dipòsits d'arsenopirita queden exposats a la intempèrie, en general a causa de la mineria, s'oxiden lentament, convertint l'arsènic en òxids que són més solubles en aigua, el que porta al drenatge àcid de les mines. Acostuma a trobar-se juntament amb scheelita, pirrotita, pirita, or, calcopirita i cassiterita.

## Localització
L'arsenopirita és abundant i ha estat trobada en molts indrets arreu de tots els continents del món, exceptuant l'Antàrtida. Als territoris de parla catalana només se n'ha trobat als següents indrets de Catalunya:
- Mina i pedrera Berta, Sant Cugat del Vallès - El Papiol (El Vallès Occidental)-(El Baix Llobregat).
- Ca n'Agustí, Montagut (La Garrotxa).
- Collada Verda, Pardines (El Ripollès).
- Mina Les Ferreres, Camprodon (El Ripollès).
- Mina de la Roca del Turó (Costabona), Molló (El Ripollès).
- Mines de ferro de Queralbs, Queralbs (El Ripollès).
- Mines Espinosa, Fecunda, Terragona, Ventola i Zaragoza, Vall de Ribes (El Ripollès).
- Cierco, Vilaller, Alta Ribagorça.
- Mines Forcall, Montoliu i Reparadora, Naut Aran (Vall d'Aran).
- Mina Liat, Vielha e Mijaran) (Vall d'Aran).
- Coma Fosca, Roca de Ponent i Sant Miquel, Monestir de Poblet (La Conca de Barberà).
- Mina Balcoll, Falset (El Priorat).
- Mines del Plan de Tor, Naut Aran (Vall d'Aran).[5]

## Varietats
Es coneix una varietat d'arsenopirita, la danaita, la qual conté cobalt i té com a fórmula (Fe0.90Co0.10)AsS - (Fe0.65Co0.35)AsS. Anomenada així en 1833 per Augustus A. Hayes en honor de James Freeman Dana, químic i mineralogista americà.